# 하드 타겟
《하드 타겟》(Hard Target)은 미국에서 제작된 오우삼 감독의 1993년 액션, 스릴러 영화이다. 장 끌로드 반담 등이 주연으로 출연하였고 숀 다니엘 등이 제작에 참여하였다.

## 출연

### 주연
- 장 끌로드 반담
- 척 파럴

### 조연
- 얀시 버틀러

## 기타
- 공동제작: 테렌스 창
- 공동제작: 칙 파러
- 라인프로듀서: 다릴 카스
- 협력프로듀서: 유진 반 바렌버그
- 미술: 필 다고트
- 의상: 카린 와그너